# 凱魯庫企鵝屬
凱魯庫企鵝屬（在毛利語中意為「（帶回）食物（的）潛水者」）是已滅絕的大型企鵝，包括3個物種：格氏凱魯庫企鵝（K. grebneffi）、彎嘴凱魯庫企鵝（K. waitaki）及長腿凱魯庫企鵝（K. waewaeroa）。化石發現於地層年代漸新世晚期（約2,500 - 2,700萬年前）的紐西蘭科科穆·格林桑德地層組。

## 描述
格氏凱魯庫企鵝體長約1.5（4.9英尺） ，站起來時高度達1.3（4.3英尺），體重接近60（130英磅），比皇帝企鵝還重上50%。牠們擁有目前已知包括所有現存與已滅絕的企鵝中最長的肱骨，更長的嘴喙、更瘦長的身體、更長的鰭狀肢，行動可能較現存的企鵝更為靈活。
凱魯庫企鵝利用牠們尖銳的嘴喙在海中捕捉魚和烏賊，可能比現存的企鵝更善於游泳，並會游至更深遠的海洋中，主要天敵為鯊魚和鮫齒鯨

## 大眾文化
在遊戲《方舟：生存進化》中，玩家可以馴服並飼養凱魯庫企鵝。